# Medalla Conmemorativa del 100.º Aniversario de la Aviación Civil Rusa
La Medalla Conmemorativa del 100.º Aniversario de la Aviación Civil Rusa (en ruso: Юбилейная медаль «100 лет гражданской авиации России») es una medalla conmemorativa estatal de la Federación de Rusia establecida por Decreto del Presidente de la Federación Rusa n.º 831 del 17 de noviembre de 2022, para conmemorar el centenario de la aviación civil rusa.

## Estatuto de la medalla
Según el estatuto de concesión, la Medalla Conmemorativa del 100.º Aniversario de la Aviación Civil Rusa se otorga a:
- Los empleados de organizaciones de aviación civil, funcionarios estatales, empleados municipales, empleados de las autoridades estatales de la Federación de Rusia, autoridades estatales de las entidades constitutivas de la Federación de Rusia y gobiernos locales y otras personas que hayan hecho una contribución significativa a la formación y desarrollo de la aviación civil nacional.[1][2]

La medalla se lleva en el lado izquierdo del pecho y, en presencia de otras órdenes o medallas de la Federación de Rusia, se coloca justo después de la Medalla Conmemorativa del 50.º Aniversario de la Línea Principal Baikal-Amur. El orden de uso de las medallas de aniversario corresponde al orden de su creación.

## Descripción de la medalla
La Medalla Conmemorativa del 100.º Aniversario de la Aviación Civil Rusa es una medalla circular de metal dorado (latón) de 32 milímetros de diámetro con un borde convexo por ambos lados.
En el anverso de la medalla, hay un avión de pasajeros MC-21 despegando sobre el fondo de una imagen estilizada del hemisferio norte con un mapa de la Federación de Rusia superpuesto a esta imagen. En la parte superior, siguiendo la circunferencia de la medalla, hay una inscripción en letras en relieve: «100 AÑOS DE AVIACIÓN CIVIL DE RUSIA» (en ruso, «100 ЛЕТ ГРАЖДАНСКОЙ АВИАЦИИ РОССИИ»). En el reverso, por lo demás muy sencillo, se puede observar una hélice, en ambos lados están representadas alas, y los números en relieve «1923-2023».
La medalla está conectada con un ojal y un anillo a un bloque pentagonal cubierto con una cinta muaré de seda azul con franjas longitudinales de color azul oscuro y blanco a lo largo de los bordes de la cinta. El ancho total de la cinta es de 24 mm y el ancho de cada una de las franjas azules es de 3 mm y el de las franjas blancas es de 1 mm.

## Galardonados
La primera ceremonia de entrega de la medalla tuvo lugar el 3 de marzo de 2023 en el Ministerio de Transporte de Rusia. La ceremonia estuvo a cargo del ministro de Transporte, Vitali Saveliev.